# Erythrolamprus cursor
Erythrolamprus cursor – gatunek węża z rodziny połozowatych (Colubridae).  

## Występowanie
Martynika i sąsiednia wysepka Rocher du Diamant.
Siedlisko tego węża to lasy deszczowe.

## Status
IUCN w 1994 uznała go za gatunek zagrożony, od 1996 klasyfikuje go jako gatunek krytycznie zagrożony. Możliwe, że już wymarł, ostatnie pewne stwierdzenie na Martynice odnotowano bowiem w 1965, a na Rocher du Diamant w 1968.